# مسجد حافظ أحمد خان
مسجد حافظ أحمد خان هو مسجد يقع في حي شيبوك في تشيناي في الهند , تم بناء المسجد في عام 1818 من قبل حافظ أحمد خان , وهو مسؤول القضاء للشقيق الأصغر للبهرام جونغ الذي شيد مسجد بهرام يونغ , يقع المسجد بجانب فيفكناندر ايلام (أول قصر أبيض في تشيناي ).